# يو إف سي اليابان: اليابان النهائي
يو إف سي اليابان: اليابان النهائي (بالإنجليزية: UFC Japan: Ultimate Japan)‏ (المعروف أيضًا باسم يو إف سي اليابان النهائي (بالإنجليزية: UFC Japan Ultimate Japan)‏ أو يو إف سي 15.5 (بالإنجليزية: UFC 15.5)‏) هو حدث لفنون القتال المختلطة نظمته يو إف سي، أُقيم في 21 ديسمبر 1997، على يوكوهاما أرينا في يوكوهاما، اليابان.